# Vlinderbloemenfamilie
De vlinderbloemenfamilie (Leguminosae of Fabaceae: beide wetenschappelijke namen zijn toegestaan) is, met ruim negentienduizend soorten verdeeld over 727 geslachten, met 7% de op twee na grootste familie van bloemplanten. De familie komt over bijna de hele wereld voor. Enkele grote geslachten zijn Astragalus (ruim 2000 soorten), Acacia (meer dan 1000), Mimosa (ongeveer 500) en klaver (zo'n 250).
De familie is van groot economisch belang omdat de peulvruchten ertoe behoren, eiwitrijke landbouwgewassen zoals bonen, erwten, tuinbonen, pinda's, en sojabonen, die belangrijk zijn voor onze voedselvoorziening.

## Wetenschappelijke naam
De vanouds gebruikte wetenschappelijke naam is Leguminosae (de peulachtigen). Deze naam is niet gebaseerd op het type van de familie, het geslacht Faba Mill. (= Vicia L.). De naam die dat wel is, is Fabaceae. Deze familie is een van de negen waarvoor de International Code of Nomenclature for algae, fungi, and plants (ICN Shenzhen Code) in Art. 18.5 een uitzondering maakt op de regel dat een familienaam gebaseerd moet zijn op de naam van het type. Volgens de Code is Leguminosae een geldig gepubliceerde naam, die naast Fabaceae gebruikt mag worden.
De familie Leguminosae wordt veelal onderverdeeld in drie onderfamilies (Caesalpinioideae, Mimosoideae en Faboideae), die van tijd tot tijd (bijvoorbeeld in het Cronquistsysteem) ook wel beschouwd werden als families (Caesalpiniaceae, Mimosaceae en Fabaceae). Het gevolg is dat de naam Fabaceae gebruikt mag worden voor twee groepen van aanmerkelijk verschillende grootte. Bij de naam Fabaceae is het dus altijd nodig na te gaan in welk van beide betekenissen ze gebruikt wordt. De naam Leguminosae is eenduidig en heeft altijd betrekking op de grote groep, aangezien de alternatieve naam Papilionaceae voor de Fabaceae sensu stricto een nomen conservandum is tegen de naam Leguminosae. De Faboideae mogen ook Papilionoideae genoemd worden. 

## Bloembouw
De bloem bestaat uit een kelk van 5, doorgaans vergroeide, blaadjes en een kroon van 5 blaadjes, waarvan er twee volledig, en de andere alleen aan de voet met elkaar vergroeid zijn. Aan de bloemkroon worden drie delen onderscheiden: de vlag (1 kroonblad), twee zwaarden (2 kroonbladen) en een kiel (2 vergroeide kroonbladen). Er zijn meestal 10 meeldraden (alle 10 vergroeid, of 9 vergroeid en 1 vrij), soms zijn er slechts 5 meeldraden. De stamper bestaat uit 1 bovenstandig vruchtbeginsel met 1 stijl.

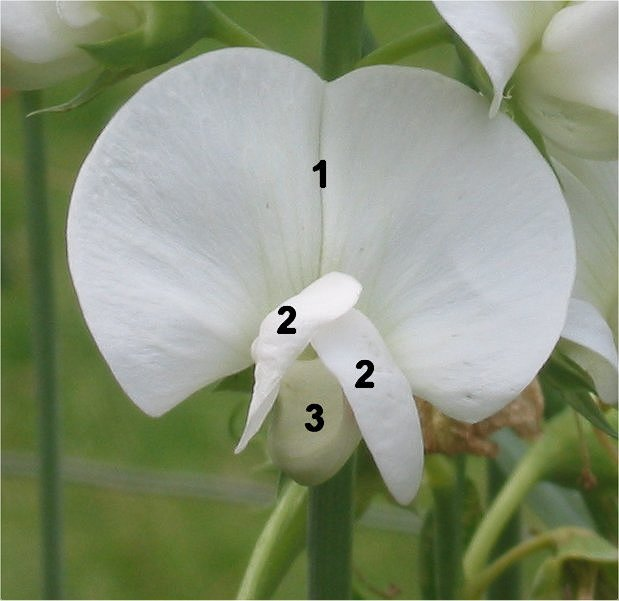
Bloem van de Lathyrus
----

## Vrucht
De vruchten worden peulen genoemd en komen in allerlei vormen voor. De gewone vorm vindt men bij de erwt en boon. Andere vormen zijn lidpeulen, gekromde, gedraaide of gewonden peulen of peultjes met haken eraan. Lidpeulen zijn in hokjes verdeelde peulen.

## Blad
Het blad is meestal samengesteld en vaak zijn er steunblaadjes aanwezig. De bladeren kunnen veelal 's nachts de zogenaamde slaaphouding aannemen.

## Stikstoffixatie
De meeste soorten vlinderbloemigen leven in mutualistische symbiose met stikstofbindende bacteriën van het geslacht Rhizobium. Deze bacteriën bevatten nitrogenase, het enzym dat het gasvormige stikstof (N2) uit de bodem met protonen laat reageren tot ammonium (N2 + 8 H+ + 8 e− → 2 NH3 + H2 en NH3 + H+ → NH4+), dat de plant kan gebruiken in z'n stofwisseling door aminering van α-ketoglutaraat tot glutaminezuur. Dit is op zijn beurt een grondstof voor de synthese van andere aminozuren, van nucleotides en andere stikstofhoudende plantaardige verbindingen. In ruil voorziet de plant de bacteriën van koolhydraten, eiwitten en juist voldoende zuurstof om de stikstofbinding niet te remmen. Plantaardige hemoglobines helpen de Rhizobium om zuurstof voor hun celademhaling beschikbaar te hebben, terwijl de vrije zuurstofconcentratie laag genoeg is om niet het stikstofbindende enzym nitrogenase te remmen.

## Soorten
De volgende in Nederland voorkomende soorten hebben een eigen artikel in de Nederlandstalige Wikipedia:
| Nederlandse naam         | Botanische naam                      |
| ------------------------ | ------------------------------------ |
| Wondklaver               | Anthyllis vulneraria                 |
| Bergerwt                 | Astragalus cicer                     |
| Hokjespeul               | Astragalus glycyphyllos              |
| Brem                     | Cytisus scoparius                    |
| Kruipbrem                | Genista pilosa                       |
| Stekelbrem               | Genista anglica                      |
| Paardenhoefklaver        | Hippocrepis comosa                   |
| Goudenregen              | Laburnum anagyroides                 |
| Naakte lathyrus          | Lathyrus aphaca                      |
| Zeelathyrus              | Lathyrus japonicus                   |
| Zwarte lathyrus          | Lathyrus niger                       |
| Graslathyrus             | Lathyrus nissolia                    |
| Knollathyrus             | Lathyrus linifolius                  |
| Veldlathyrus             | Lathyrus pratensis                   |
| Aardaker                 | Lathyrus tuberosus                   |
| Asperge-erwt             | Lotus edulis                         |
| Gewone rolklaver         | Lotus corniculatus                   |
| Smalle rolklaver         | Lotus glaber                         |
| Moerasrolklaver          | Lotus pedunculatus                   |
| Blauwe lupine            | Lupinus angustifolius                |
| Gele lupine              | Lupinus luteus                       |
| Gevlekte rupsklaver      | Medicago arabica                     |
| Kleine rupsklaver        | Medicago minima                      |
| Luzerne                  | Medicago sativa                      |
| Hopklaver                | Medicago lupulina                    |
| Citroengele honingklaver | Melilotus officinalis                |
| Witte honingklaver       | Melilotus albus                      |
| Klein vogelpootje        | Ornithopus perpusillus               |
| Bezemstruik              | Spartium junceum                     |
| Kattendoorn              | Ononis repens subsp. spinosa         |
| Kruipend stalkruid       | Ononis repens                        |
| Robinia                  | Robinia pseudoacacia                 |
| Hauwklaver               | Tetragonolobus maritimus             |
| Akkerklaver              | Trifolium aureum                     |
| Liggende klaver          | Trifolium campestre                  |
| Kleine klaver            | Trifolium dubium                     |
| Aardbeiklaver            | Trifolium fragiferum                 |
| Basterdklaver            | Trifolium hybridum                   |
| Inkarnaatklaver          | Trifolium incarnatum                 |
| Bochtige klaver          | Trifolium medium                     |
| Ruwe klaver              | Trifolium scabrum                    |
| Gestreepte klaver        | Trifolium striatum                   |
| Onderaardse klaver       | Trifolium subterraneum               |
| Rode klaver              | Trifolium pratense                   |
| Witte klaver             | Trifolium repens                     |
| Perzische klaver         | Trifolium resupinatum                |
| Gaspeldoorn              | Ulex europaeus                       |
| Vogelwikke               | Vicia cracca                         |
| Tuinboon                 | Vicia faba                           |
| Ringelwikke              | Vicia hirsuta                        |
| Gele wikke               | Vicia lutea                          |
| Heidewikke               | Vicia orobus                         |
| Voederwikke              | Vicia sativa                         |
| Heggenwikke              | Vicia sepium                         |
| Stijve wikke             | Vicia tenuifolia                     |
| Vierzadige wikke         | Vicia tetrasperma subsp. tetrasperma |

Overige soorten die behandeld worden zijn
| Nederlandse naam      | Botanische naam          |
| --------------------- | ------------------------ |
| Pinda                 | Arachis hypogaea         |
| Rooibos               | Aspalathus linearis      |
|                       | Astragalus bibullatus    |
| Dividivi              | Caesalpinia coriaria     |
| Pauwenbloem           | Caesalpinia pulcherima   |
| Indische goudenregen  | Cassia fistula           |
|                       | Clianthus puniceus       |
| Johannesbroodboom     | Ceratonia siliqua        |
| Judasboom             | Cercis siliquastrum      |
| Kikkererwt            | Cicer arietinum          |
| Namnam                | Cynometra cauliflora     |
| Flamboyant            | Delonix regia            |
| Valse christusdoorn   | Gleditsia triacanthos    |
| Sojaboon              | Glycine max              |
|                       | Hardenbergia violacea    |
|                       | Liparia splendens        |
| Kruidje-roer-mij-niet | Mimosa pudica            |
| Esparcette            | Onobrychis viciifolia    |
|                       | Ormosia cruenta          |
| Yamboon               | Pachyrhizus erosus       |
| Pronkboon             | Phaseolus coccineus      |
| Sperzieboon           | Phaseolus vulgaris       |
| Erwt                  | Pisum sativum            |
| Kapucijner            | Pisum sativum            |
| Kudzu                 | Pueraria lobata          |
| Bont kroonkruid       | Securigera varia         |
|                       | Sesbania tomentosa       |
|                       | Sesbania grandiflora     |
| Bezemstruik           | Spartium junceum         |
|                       | Strongylodon macrobotrys |
| Honingboom            | Styphnolobium japonica   |
|                       | Swainsona formosa        |